# Angelo Gottarelli
Angelo Michele Gottarelli (Castel Bolognese, 1740 – Imola, 13 ottobre 1813) è stato un pittore italiano.

## Biografia
Appena adolescente entrò nel seminario diocesano, a Imola. Alla fine degli studi abbandonò l'abito talare e si dedicò all'attività di pittore. Entrò nella bottega di Andrea Valeriani, che lo avviò all'arte pittorica.
Dal 1763 al 1765 si trasferì a Bologna, dove affinò le tecniche pittoriche. Frequentò la nota Accademia Clementina, guidata all'epoca da Vittorio Maria Bigari, che fu suo insegnante nelle classi di disegno e pittura.
Dopo due anni, non avendo i mezzi per sostenersi, dovette tornare a Imola. Qui fondò una scuola tenendo lezioni a molti allievi, futuri interpreti della produzione artistica imolese. Gottarelli portò a Imola alcuni elementi della metodologia d'insegnamento che aveva appreso a Bologna, tra essi la scuola del nudo. Fu aiutato da un notabile locale, il conte Roberto Sassatelli, che fornì i locali dove si tennero le lezioni. All'attività didattica il Gottarelli affiancò la produzione di dipinti, specialmente di argomento religioso.
Durante la sua attività realizzò molti dipinti a olio, in prevalenza pale d'altare.
In età avanzata eseguì soprattutto pitture a fresco e a tempera: collaborò come figurista con il paesaggista Alessandro Dalla Nave e l'ornatista Antonio Villa.
Si spense a Imola il 13 ottobre 1813.
La maggior parte dei suoi dipinti si trova nelle chiese di Castel Bolognese, Imola e Medicina (specialmente al convento del Carmine). Alcune tele andarono disperse dopo le soppressioni napoleoniche di fine Settecento.

## Intitolazioni
La città di Imola gli ha dedicato una via.

## Opere
Tra le opere maggiori di Angelo Gottarelli vanno segnalate:
a Imola
- due tele raffiguranti S. Marino diacono e S. Biagio (1774-79), oggi conservate nell'oratorio di San Macario;
- la tela del Martirio dei ss. Crispino e Crispiniano, oggi nella chiesa del Carmine;
- l'Esaltazione della Croce del Duomo (ca. 1782);
- due opere conservate nella Pinacoteca cittadina: Ritratto di Francesco Alberghetti (1796) e Camilla de' Norbani.
- in collaborazione con Antonio Villa e Alessandro Della Nave, sono da ricordare due realizzazioni: i dipinti che ornarono l'arco trionfale eretto in onore di papa Pio VI e i soffitti della farmacia dell'ospedale di S. Maria della Scaletta (1792-94). Tema delle realizzazioni fu il "Sacro tempio della salute", ideato dall'arcade imolese Emone Laodiceo (il medico Luigi Angeli)[2].

a Medicina
- due opere conservate al convento del Carmine: Elia vede la nuvola bianca ed Elia dormiente